# Märkisches Gymnasium Schwelm
Das Märkische Gymnasium Schwelm (MGS) ist das einzige Gymnasium der Stadt Schwelm.
Das Märkische Gymnasium ist mit über 420 Jahren die älteste Schule Schwelms, deren Ursprünge in der 1597 gegründeten Lateinschule liegen. Das zentrale Gebäude des heutigen Gymnasiums ist der „Altbau“ aus dem Jahre 1912, der 1945 durch Bombenangriffe schwer beschädigt wurde. Nach Wiederaufbau wurde das MGS im Laufe der Jahre in drei weiteren Bauschritten erweitert. Die Geschichte des MGS wird auf einer privaten Web-Seite in Zusammenarbeit mit der Stadt Schwelm dokumentiert.

## Geschichte

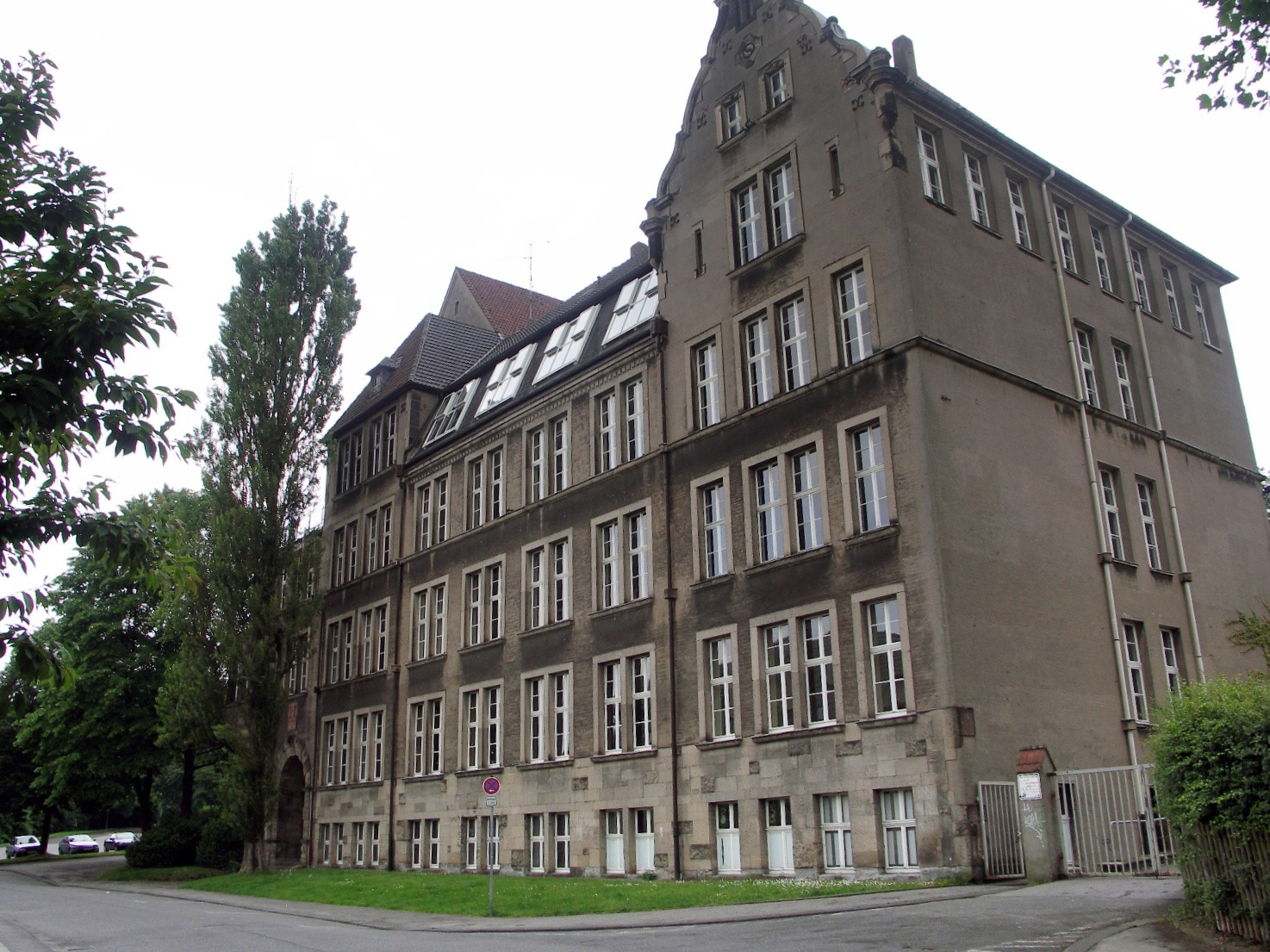
Altbau des Märkischen Gymnasiums Schwelm (2005)

Die Anfänge des Märkischen Gymnasiums Schwelm liegen im Jahre 1597. In diesem Jahr wurde eine Lateinschule in Schwelm, die in kirchlicher Trägerschaft stand, gegründet. Die Söhne der kaufmännischen Oberschicht erhielten eine umfassende Bildung. Die Kirche verlor 1807 die Schulaufsicht an eine staatliche Schulkommission. Die Schule bezog an der Nordseite der lutherischen Kirche ein neues Gebäude. Infolge eines Stadtbrandes zog die Schule 1829 in die Südstraße um, wo sie bis 1876 blieb. Die „Höhere Bürgerschule“ ging 1858 in den Besitz der Stadt über. 1876 zog die Schule in einen Neubau in der Schillerstraße um. Ein Schulanbau beseitigt 1897 die Raumnot, die durch die steigende Zahl von Klassen verursacht wurde. Die Schule wurde 1907 in ein Reform-Realgymnasium umgewandelt, an dem erstmals die Abiturprüfung zur Berechtigung zu einem Hochschulstudium abgenommen werden durfte. Um den erneut aufgetretenen Raummangel auszugleichen, wurde 1912 im heutigen Altbau ein Schulneubau in der Präsidentenstraße eingeweiht. Mit der Machtergreifung der Nationalsozialisten wurden 1933 vier regimekritische Lehrer als „unzuverlässig“ zunächst vorläufig vom Dienst suspendiert. Der bedeutende Reformpädagoge Fritz Helling erhielt schließlich mit einem weiteren Kollegen Berufsverbot, die beiden anderen Lehrer wurden strafversetzt. Alle Versuche des selbst vom Berufsverbot bedrohten Schulleiters Hasenclever, sich schützend vor seine Kollegen zu stellen, waren vergeblich. Der überzeugte Nationalsozialist Fritz Klein leitete 1936 die Schule. Die Schule erhielt 1937 den Namen „Hermann-Göring-Oberschule“. Das Schulgebäude wurde 1945 bei Bombenangriffen schwer beschädigt und der Schulbetrieb konnte erst im Jahre 1946 wieder aufgenommen werden.
Fritz Helling übernahm die Leitung der beiden Oberschulen für Jungen und Mädchen. Neben dem Wiederaufbau der Schule widmete sich Helling vor allem einer Schulreform nach reformpädagogischen Grundsätzen, die auch heute noch in der Konzeption der Differenzierten Mittelstufe wiederzufinden ist. Die Schule erhielt 1949 einen mathematisch-naturwissenschaftlichen Ausbildungsschwerpunkt und folglich 1950 den Namen „Städtisches mathematisch-naturwissenschaftliches Gymnasium“. Seit 1955 trägt die Schule den Namen „Märkisches Gymnasium Schwelm“ zur Erinnerung an die ehemalige Grafschaft Mark. Die aufgelöste Frauenoberschule wurde 1963 zunächst als Mädchenzweig am Jungengymnasium weitergeführt, bis beide Zweige zu einem koedukativen Gymnasium zusammengeführt wurden. Die steigenden Schülerzahlen führten 1965 zum Bau des heutigen Mittelbaus. 1967 wurde außerdem eine neue Sportstätte errichtet. Die Bildungsreform von 1970 löste einen rasanten Anstieg der Schülerzahlen und eine Vergrößerung und Verjüngung des Lehrerkollegiums aus. Unter dem Schulleiter Hans Graf (1970–1993) bekam die Schule 1977 einen weiteren Anbau, den heutigen Neubau.
Das Märkische Gymnasium feierte 1997 mit zahlreichen auf das Jahr verteilten Veranstaltungen sein 400-jähriges Jubiläum. Die Schülerzahlen haben sich bei ca. 1000 stabilisiert. Über 60 Lehrer unterrichten an der Schule. Das Unterrichtsangebot umfasst in breiter Form alle Aufgabenfelder des Gymnasiums. An außerunterrichtlichen Veranstaltungen sind weit über 20 Arbeitsgemeinschaften eingerichtet. Seit 1996 verfügt die Schule über eine gut ausgestattete Abteilung „Neue Medien“ (Computer-Arbeitsplätze mt Internetanschluss). Auf zwei technisch gut ausgestatteten Schulbühnen finden Schulkonzerte und Schultheaterveranstaltungen statt. Seit diesem Jahr besitzt die Schule auf dem Flachdach des Mittelbaus eine Solarstromanlage. Das Märkische Gymnasium weiht 2010 sein viertes Gebäude, die neue Mensa, ein. Sie bietet den Schülern des MGS mit der Einführung des partiellen Ganztagsbetriebs die Möglichkeit, innerhalb der Schule ihr eigenes oder das angebotene Essen zu verzehren und schafft einen neuen Raum des Beisammenseins. 2016 wurde eine Gedenktafel für den ehemaligen Schulleiter Fritz Helling aufgestellt.

## Schulleiter
Schulleiter und deren Amtszeit
1. Bernhard Brochmann 1597–1623
2. Johannes Jesinghaus 1623–1636
3. Peter Borner 1636–1644
4. Peter Keppelmann 1644–1648
5. Clamerus Florinus 1648–1654
6. Jobst Middeldorf 1654–1664
7. Georg Melmann 1664–1673
8. Johann Georg Fabricius 1673–1681
9. Nicolaus Heusler 1681–1693
10. Caspar Wolle 1693–1746
11. Andreas Karsch 1746–1762
12. Karl Ludwig Braun 1762–1765
13. Andreas Karsch 1764–1767
14. Georg Gottlieb Pappelbaum 1768
15. Johann Heinrich Castorff 1768–1803
16. Georg Friedrich Keßler 1804–1807
17. August Ernst Rauschenbusch 1808–1814
18. August zur Hellen 1815–1818
19. Ewald Müller (Kommissarischer Rektor) 1819
20. Friedrich Wilhelm Hammerschmidt 1819–1820
21. Georg zur Hellen 1820–1823
22. Heinrich Bohres 1823–1858
23. Eduard Köttgen 1858–1890
24. Wilhelm Tobien 1890–1904
25. Max Wiesenthal 1904–1907
26. Adolf Gregorius 1907–1911
27. Max Hasenclever 1911–1935
28. Walter Bellingrodt (Kommissarischer Rektor) 1935
29. Fritz Klein 1936–1937
30. Langemann 1938–1939
31. Walter Bellingrodt 1938–1939
32. Fritz Helling 1945–1951
33. Wilhelm Kaspers 1951–1955
34. Wilhelm Lehmgrübner 1955–1970
35. Hans Graf 1970–1993
36. Jürgen Sprave 1993–2008
37. Wolfgang Thomas (Kommissarischer Schulleiter) 2008
38. Thomas Daub 2008–2011
39. Wolfgang Thomas (Kommissarischer Schulleiter) 2011–2012
40. Katharina Vogt 2012–2024

## Ehemalige Schüler
- Franz Josef Degenhardt (1931–2011), Liedermacher, Schriftsteller, Jurist und Rechtsanwalt
- Wilhelm Hasenack (1901–1984), Wirtschaftswissenschaftler
- Johannes Klevinghaus (1911–1970), evangelischer Theologe
- Antje Krug (* 1940), Klassische Archäologin
- Jörg Neunhäuserer (* 1969), Mathematiker